# Nāfech
Nāfech (persiska: نَفِج, Nāfch, نافِچ, نَفِه, نافچ) är en ort i Iran.   Den ligger i provinsen Chahar Mahal och Bakhtiari, i den centrala delen av landet, 400 km söder om huvudstaden Teheran. Nāfech ligger 2 112 meter över havet och antalet invånare är 3 814.
Terrängen runt Nāfech är kuperad österut, men västerut är den platt. Runt Nāfech är det ganska tätbefolkat, med 160 invånare per kvadratkilometer. Närmaste större samhälle är Shar-e Kord, 13,2 km sydost om Nāfech. Trakten runt Nāfech består i huvudsak av gräsmarker.